# Adrián Gallardo Valdés
Adrián Gallardo (San Fernando, Andalucía, 20 de noviembre de 1987) es un futbolista español. Juega de delantero y su actual equipo es el Chiclana CFde la Division De Honor Senior.

## Trayectoria
Comenzó jugando al fútbol en las categorías inferiores de la U. D. San Fernando. En 2003 firmó por el juvenil del C. D. San Fernando. En tres temporadas con el juvenil metió 68 goles. El verano de 2005 empezó la pretemporada con el primer equipo, aunque ese mismo verano realizó unas pruebas durante un mes con el Atlético de Madrid, con el que marcó 6 goles en 7 partidos con el Juvenil A de División de Honor. En ese mismo año debutó en Tercera División en la primera jornada contra el Jerez Industrial C. F., pero siguió en el juvenil esa temporada.
Una vez acabada su época de juvenil se le hizo ficha sub-23 con el primer equipo, pero apenas jugó 2 partidos durante la temporada. En 2007, viendo la falta de oportunidades, firmó por el Unión Sporting de San Fernando. En 2008 fichó por el Jerez C. F. de Tercera División. 
A partir de 2009 empezó su periplo por distintos equipos de la provincia de Cádiz, llegando a jugar en 5 equipos distintos durante tres temporadas. El verano de 2009 fichó por el Jerez Industrial C. F., con el que debutó en Segunda División B y en el mercado de invierno firma por el Cádiz C. F. B de Ángel Oliva, de Tercera División. Al terminar la temporada bajó de nuevo de categoría firmando por el Chiclana C. F. de Primera Andaluza, con el que marca 15 goles durante la primera vuelta, y en la segunda vuelta volvió a Tercera División firmando por el R. C. Portuense, con el que marcó 6 goles en 15 partidos, en total 21 goles.
En 2011 empezó su primera gran temporada firmando por Atlético Sanluqueño C. F., con el que consiguió el ascenso a Segunda División B y marcó 32 goles.
Un año después volvió al Cádiz C. F., esta vez como jugador del primer equipo. 
Desde que empezó la temporada siempre estuvo relegado a la suplencia, tapado por los delanteros Pablo Sánchez y Belencoso, que venían como delanteros con más experiencia. Apenas pudo dejar muestras de su calidad en los dos partidos que jugaron de Copa del Rey, marcando un gol en el primero ante el C. D. San Roque de Lepe, y rara vez fue titular en liga, incluso cuando el Cádiz C. F. llegó a estar hasta 6 partidos seguidos sin marcar ningún gol. Cuando llega Raúl Agné al banquillo cadista para mejorar la situación del equipo, dejó claro que no contaba con él y volvió al Atlético Sanluqueño C. F. en calidad de cedido, con el que recuperó su capacidad goleadora, marcando 8 goles en 17 partidos, certificando la permanencia con comodidad. Una vez terminada la temporada, el club le rescindió el contrato, a pesar de que el técnico Raúl Agné le dijo que volvería si volvía a demostrar su capacidad goleadora.
El verano de 2013 firmó por el C. D. Alcoyano, formando parte de un proyecto con el objetivo de ascender a Segunda División.
En el mercado de invierno de la temporada 2013-14 abandonó el Alcoyano (15 partidos, 7 como titular, 1 gol en Liga, 1 partido en Copa) y se comprometió con el San Fernando Club Deportivo.
Luego jugó en el Ceres F. C., equipo de la primera división de Filipinas, donde se proclamó campeón de la copa, siendo mejor jugador del torneo y máximo goleador con 10 goles en 9 partidos. Su equipo también fue campeón de liga (la UFLPhilippines) contribuyendo con 18 goles, siendo el máximo goleador del campeonato y proclamado mejor jugador de la temporada.
Tras un breve paso por el Algeciras de la segunda división B del futbol español, volvió al Ceres F. C. a petición expresa del entrenador y del presidente.
El 11 de junio en la temporada 2016-17 de la UFL anotó 8 goles en un partido en la goleada 16-0 del Ceres al Pasagard.[cita requerida]

## Clubes
| Club                               | País      | Año       |
| ---------------------------------- | --------- | --------- |
| C. D. San Fernando                 | España    | 2005-2008 |
| Jerez C. F.                        | España    | 2008-2009 |
| Jerez Industrial C. F.             | España    | 2009-2010 |
| Chiclana C. F.                     | España    | 2020      |
| R. C. Portuense                    | España    | 2011      |
| Atlético Sanluqueño C. F.          | España    | 2011-2012 |
| Cádiz C. F.                        | España    | 2012-2013 |
| Atlético Sanluqueño C. F. (cedido) | España    | 2013      |
| C. D. Alcoyano                     | España    | 2013-2014 |
| Ceres F. C.                        | Filipinas | 2014-2015 |
| Algeciras C. F.                    | España    | 2015-2016 |
| Ceres F. C.                        | Filipinas | 2016      |
| New Radiant S. C.                  | Maldivas  | 2017      |
| Atlético Sanluqueño C. F.          | España    | 2017-2018 |
| Xerez DFC                          | España    | 2018-2019 |
| Europa F. C.                       | Gibraltar | 2019-     |